# Џем (Канзас)
Џем (енгл. Gem) град је у америчкој савезној држави Канзас.

## Демографија
По попису из 2010. године број становника је 88, што је 8 (-8,3%) становника мање него 2000. године.
| Група             | 2000.      | 2010.       |
| Белци             | 94 (97,9%) | 88 (100,0%) |
| Афроамериканци    | 0 (0,0%)   | 0 (0,0%)    |
| Азијати           | 0 (0,0%)   | 0 (0,0%)    |
| Хиспаноамериканци | 1 (1,0%)   | 0 (0,0%)    |
| Укупно            | 96         | 88          |